# Bryan Nelson
Joseph Bryan Nelson (* 14. März 1932 in Shipley, West Yorkshire; † 29. Juni 2015 in Kirkcudbright, Schottland), manchmal auch als J. B. Nelson zitiert, war ein britischer Ornithologe, der sich insbesondere mit Tölpeln und darunter besonders intensiv mit dem Basstölpel beschäftigte. 

## Leben
Nach seiner Promotion in Oxford im Jahr 1963 untersuchte er für drei Jahre das Verhalten und die Lebensweise von Basstölpeln, die der großen Brutkolonie auf Bass Rock angehörten. Dem schlossen sich Forschungen auf den Galapagos-Inseln und auf Australiens Weihnachtsinsel an, wo er sich mit dem endemischen Graufußtölpel beschäftigte. Dem folgten wissenschaftliche Studien an den Fregattvögeln. Seit 1969 gehörte er der University of Aberdeen an. Sein Sabbatical 1978/79 verbrachte er mit Studien zum Australischen Tölpel.
Nelson veröffentlichte über einen Zeitraum von 40 Jahren mehrere einflussreiche ornithologische Werke. Die ersten Veröffentlichungen befassten sich mit dem Basstölpel. Im Jahre 2005 erschien in der Reihe Bird Families of the World von ihm das Standardwerk zu den Ruderfüßern, in dem der wissenschaftliche Stand zusammengefasst wurde. Bryan Nelson war Mitglied der Royal Society von Edinburgh und gehörte dem Vorstand des Scottish Seabird Centre an.

## Dedikationsnamen
2023 benannte Julian P. Hume die ausgestorbene Graufußtölpelunterart Papusala abbotti nelsoni von den Maskarenen zu Ehren von Bryan Nelson.

## Schriften (Auswahl)
- The Atlantic Gannet. Fenix Books LTd, Norfolk 2002, ISBN 0-9541191-0-X.
- Pelicans, Cormorants and their Relatives. (auch: Pelicans, Cormorants and their Allies.) Oxford University Press, 2005, ISBN 0-19-857727-3.
- The Gannet.Shire Publications, 1999, ISBN 978-0-7478-0018-7.
- Living With Seabirds. Edinburgh University Press, 1987, ISBN 978-0-85224-523-1.
- Seabirds: Their biology and ecology. Hamlyn, 1980, ISBN 978-0-600-38227-0.
- Sulidae - Gannets & Boobies. Oxford University Press, 1985, ISBN 978-0-19-714104-5.
- Azraq: Desert Oasis. Penguin Books, 1973, ISBN 0-7139-0475-5.